# Estadio de Fútbol de Sídney (1988)
El Estadio de Fútbol de Sídney (Sydney Football Stadium en inglés) (Allianz Stadium por razones de patrocinio) fue un estadio multipropósito ubicado en Moore Park, Sídney en Australia. La construcción del estadio dio inicio en 1986 y se concluyó en 1988. El estadio se utilizaba para partidos de fútbol, fútbol australiano y rugby, además de conciertos musicales. El estadio fue reconstruido.
Allí jugaban de local el Sídney FC de la A-League de fútbol, los Sydney Roosters y los Wests Tigers de la NRL de rugby 13, y los New South Wales Waratahs del Super Rugby. Por su parte, la selección de Nueva Gales del Sur de rugby 13 jugó allí entre 1988 y 1998, y la Gran Final de la NRL se realizó allí en el mismo período. Además, fue sede del Seven de Australia desde 2016 hasta 2018.

## Historia
Antes de la construcción del estadio, el estadio principal de la ciudad de Sídney era el Sydney Cricket Ground que es un estadio ovalado y que no lucía bien en los partidos de rugby, donde se necesita un estadio de forma rectangular.
Así que en 1986 inició la construcción de este estadio en el sitio del antiguo Sydney Sports Ground, colindante al Sydney Cricket Ground. Tiene forma rectangular y capacidad para 44 000 espectadores. En un principio el estadio tenía capacidad para 41 000 espectadores pero en tiempo después fue aumentada a 45 500. En 1993 previo al aumento de la capacidad se rompió el récord con 43 967 para el encuentro entre la Selección de fútbol de Australia y la Selección de fútbol de Argentina en un encuentro clasificatorio al mundial de fútbol USA 1994.
También en el año 2000 recibió varios partidos del Torneo olímpico de fútbol de los Juegos Olímpicos de Sídney 2000.
El estadio se cerró en octubre de 2018 y se demolió en 2019. El plan es reconstruir el estadio para reinaugurarlo en 2018.

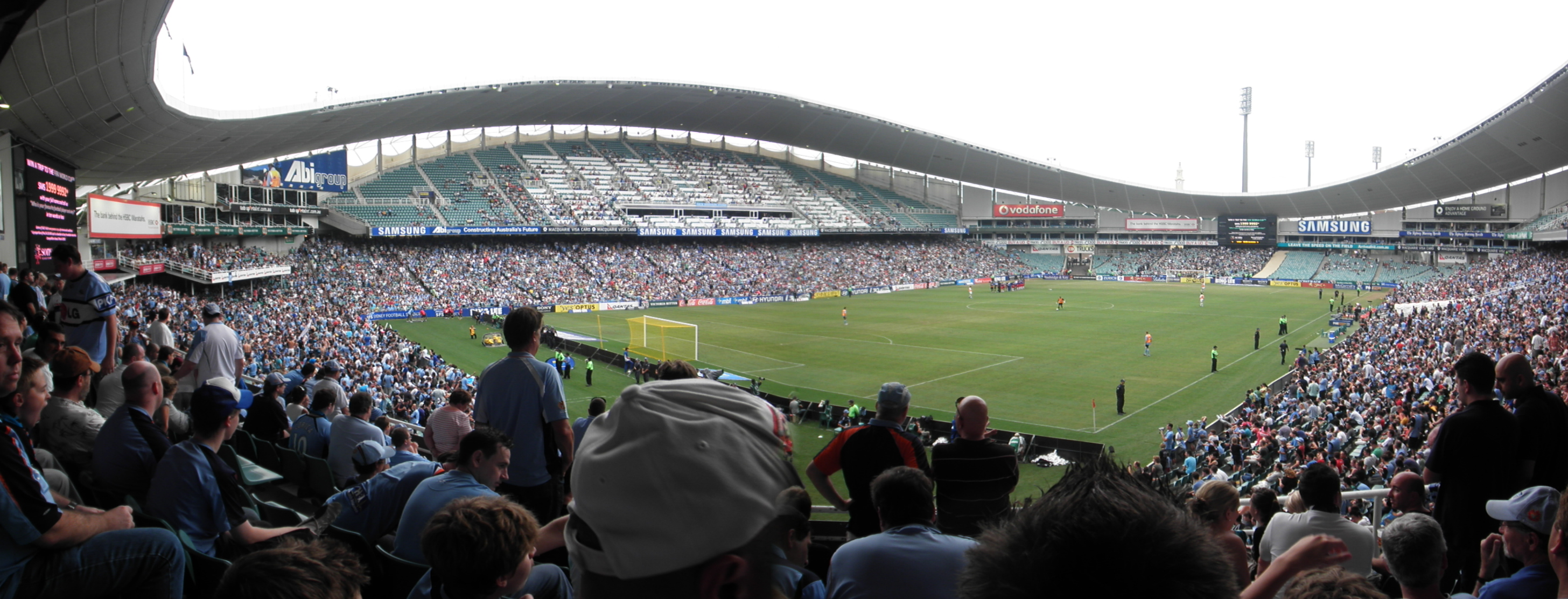
Imagen panorámica del Estadio.

## Copa Mundial de Rugby de 2003
En 2003 el estadio recibió varios partidos de la Copa Mundial de Rugby de 2003 que fueron:
| 19 de octubre | Irlanda | 64 – 7 | Namibia                      | Aussie Stadium, Sydney,                                |                                                        |
|               | Ensayos: Quinlan (2), Dempsey, Hickie, Horan, Miller (2), G. Easterby, S. Horgan, Kelly Con:Ronan O'Gara (7) |        | Ensayos: Powell Con: Wessels | Asistencia: 35382 espectadores Árbitro(s): Andrew Cole | Asistencia: 35382 espectadores Árbitro(s): Andrew Cole |

| 22 de octubre | Argentina | 50 – 3 | Rumania          | Aussie Stadium, Sídney,                                |                                                        |
|               | Ensayos: Gaitán, Hernández (2), M. Contepomi, N. Fernández Miranda, Bouza (2) Con: J. Fernández Miranda (4), Quesada (2) Pen: J. Fernández Miranda |        | Pen: Ionut Tofan | Asistencia: 33673 espectadores Árbitro(s): Chris White | Asistencia: 33673 espectadores Árbitro(s): Chris White |